# Ustad Isa (cràter)
Ustad Isa és un cràter d'impacte en el planeta Mercuri de 138 km de diàmetre. Porta el nom de l'arquitecte persa Ustad Isa (fl. segle xvii), i el seu nom va ser aprovat per la Unió Astronòmica Internacional el 1979.